# Difesa (politica)
La difesa, in senso politico, è l'insieme degli apparati destinati a tutelare l'integrità del territorio di uno Stato, la sicurezza della sua popolazione e il mantenimento delle sue istituzioni civili.

## Caratteristiche

### Descrizione
La tutela della sicurezza nell'ambito dei rapporti internazionali viene normalmente svolta dalle forze armate, la cui organizzazione è finalizzata a garantire un intervento contro aggressioni provenienti dall'esterno o anche dall'interno dello Stato stesso.
In caso di pericolo di aggressione, la dissuasione da atti ostili può essere effettuata anche mediante la sola organizzazione di forze armate, senza il loro effettivo impiego. Alternativa al dispiego di forze armate può essere il ricorso ad attività sostitutive di quelle militari, prima fra tutte l'attività diplomatica. In questo caso risulta particolarmente importante il ruolo svolto dall'amministrazione degli affari esteri.
Quando l'aggressione proviene dall'interno, cioè da organizzazioni generatesi in seno allo stesso Stato colpito, possono verificarsi due ipotesi: 
- gli attacchi possono provenire dai vertici organizzativi dello Stato (in tal caso si configura un tentativo di colpo di Stato);
- gli attacchi possono provenire dalla sua base sociale (in tal caso si parla invece di azione sovversiva).

In entrambe queste ipotesi, l'aggressione potrebbe solo apparentemente provenire dall'interno dello Stato, e in realtà essere stimolata da forze esterne che alimentano per via indiretta un elemento dello Stato che intendono aggredire. Queste forme di ostilità mediata sono attualmente sempre più frequenti: in seguito ai cambiamenti delle tecniche belliche e alla possibilità del ricorso alle armi nucleari, lo scatenarsi di un conflitto internazionale diretto porterebbe infatti a conseguenze assai pericolose e, per certi versi, imprevedibili.
Ad ogni modo, in entrambe le ipotesi di aggressione dall'interno, la difesa viene assunta dall'organo statale che si pretende fedele al sistema costituzionale. Nel caso di azione sovversiva che parte dalla base sociale, è in genere l'apparato di vertice che assume la tutela delle istituzioni politiche, utilizzando gli strumenti repressivi che ha legalmente a sua disposizione. Nel caso di tentativi di colpo di Stato, possono intervenire alcuni organi costituzionali o la stessa collettività nazionale, organizzando un'azione di resistenza.

### Il rapporto con la politica
La risoluzione 7-01007 della Commissione difesa della Camera dei deputati ha previsto, il 16 gennaio 2001, che le delibere in materia di difesa e sicurezza siano adottate dal Governo, sottoposte al Consiglio supremo di difesa e approvate dal Parlamento.
Il modello così delineato ricalca quello previsto dall'articolo 1, comma 1, della lettera a) della legge 18 febbraio 1997, n. 25, relativa alle attribuzioni del Ministro della difesa. Per la Commissione difesa della Camera era necessario assicurare il rispetto dei passaggi procedurali, espressamente definiti con quella legge, “per consentire il necessario coinvolgimento dei poteri titolari di attribuzioni costituzionali per quanto concerne l'impiego delle Forze armate, e, più in generale, per definire le condizioni alle quali assicurare l'operatività della Difesa nazionale in conformità allo spirito democratico della Repubblica, al quale deve informarsi l'ordinamento delle Forze armate ai sensi dell'articolo 52, ultimo comma, della Costituzione”.

## Nel mondo

### Italia
La Costituzione della Repubblica Italiana rifiuta espressamente la guerra come strumento di aggressione, in particolare l'articolo 11 della Costituzione dichiara: «L'Italia ripudia la guerra come strumento di offesa alla libertà degli altri popoli e come mezzo di risoluzione delle controversie internazionali; consente, in condizioni di parità con gli altri Stati, alle limitazioni di sovranità necessarie ad un ordinamento che assicuri la pace e la giustizia fra le Nazioni; promuove e favorisce le organizzazioni internazionali rivolte a tale scopo.»
A garanzia delle libertà costituzionali, le forze armate italiane destinate alla difesa sono organizzate in maniera totalmente apolitica, possono intervenire solo su richiesta dell'autorità politica e non di loro spontanea iniziativa. Ciò si esprime nel principio della subordinazione del potere militare a quello civile, secondo il quale gli organi militari assumono una funzione di mera consulenza tecnica, di preparazione e di esecuzione, al di fuori di qualsiasi condizionamento di parte.
Da questo principio consegue una serie di altri principi, contenuti sempre negli articoli della Costituzione:
1. Le forze armate sono sotto il comando del Capo dello Stato, organo che è investito della più larga rappresentatività e che dovrebbe essere al di fuori e al di sopra degli schieramenti politici. («Il Presidente della Repubblica [...] ha il comando delle Forze armate, presiede il Consiglio supremo di difesa costituito secondo la legge, dichiara lo stato di guerra deliberato dalle Camere.» Art. 87, nono comma.)
2. Le forze armate sono al di fuori di ogni condizionamento politico, con il divieto di iscrizione a partiti per i militari di carriera e per i funzionari e gli agenti di polizia. («Si possono con legge stabilire limitazioni al diritto d'iscriversi ai partiti politici per i magistrati, i militari di carriera in servizio attivo, i funzionari ed agenti di polizia, i rappresentanti diplomatici e consolari all'estero.» Art. 92, terzo comma).
3. L'ordinamento delle forze armate è subordinato alla Costituzione e ai suoi principi democratici. («L'ordinamento delle Forze armate si informa allo spirito democratico della Repubblica.» Art. 52, terzo comma.)
4. Sono vietate le milizie di parte e le milizie locali, anche in osservanza del carattere unitario dello Stato. («Sono proibite le associazioni segrete e quelle che perseguono, anche indirettamente, scopi politici mediante organizzazioni di carattere militare.» Art. 18, secondo comma.)